# ザ・リクエストパレード
『ザ・リクエストパレード』は、ニッポン放送が1980年10月から1981年4月3日まで毎週月曜日 - 金曜日の20:00 - 21:00に編成していた番組のレーベル枠とそのタイトル。曜日ごとにパーソナリティの異なる以下の5本の番組で構成されていた。
- 『長渕剛のひたすら60分』（ながぶちつよしのひたすらろくじっぷん）
- 『田原俊彦 8時のでいと』（たはらとしひこ はちじのでいと）
- 『桑田佳祐のゼロックス・ポッピン・ポップス』（くわたけいすけのゼロックスポッピンポップス）
- 『真子と裕のハッスルペアマッチ』（まことゆうのハッスルペアマッチ）
- 『郁恵と明のはなきんパーティー』（いくえとあきらのはなきんパーティー）

本項では以上5番組全てについて説明。

## 概要
本枠が編成されていた期間はニッポン放送ショウアップナイターのナイターオフ期間。当時この平日20時台には、1976年度から毎年度日替わりで異なる5本の番組が編成されており、本枠はなお1976年度の「ねらえ!サウンドライフ」から数えて第5弾にあたる。
各曜日ともリスナーからのリクエストはがきを中心に構成されていたため、〘ザ・リクエストパレード』というレーベル枠タイトルとなっている。

## 各番組の概要

### 月曜「長渕剛のひたすら60分」
- パーソナリティは長渕剛。マツダ（当時は東洋工業）の一社提供であり『マツダスペシャル』がサブタイトルに付いていた。
- 長渕は1980年9月まで金曜1部（金曜日深夜25:00）で放送されていた『長渕剛のオールナイトニッポン』が終了した後、この番組に続投。本番組には長渕の他に、3人組音楽グループ『DO!』（藤岡孝章、山梨鐐平、板垣秀雄）もレギュラー出演。4人で番組を進行していた[1]（後に長渕と藤岡は同じニッポン放送で1981年10月 - 1982年9月放送の『長渕クンと藤岡くん』で共演している）。
- 主なコーナー
  - 『DO!のコーナー』- DO!の3人がメインで進行するトークとはがきのコーナー[1]。
  - 『がんばれヒラノ』- 『長渕剛のオールナイトニッポン』から継続のコーナー。「女の子を何度好きになっても、ふられてばっかり」という、平野という名前のリスナーからの投書がきっかけで始まったコーナーで、この番組でもリスナーのつらいことや哀しいエピソードなどを募集、それに対して長渕らがなぐさめのメッセージを送っていた[1]。
  - 『DOキャンパス』- 東京都内の5大学の各「プロデュース研究会」が企画したコンサートの情報を発信。DO!の三人がレポーターを務めていた[1]。

### 火曜「田原俊彦 8時のでいと」
- 田原俊彦にとって、これが初めてのラジオパーソナリティとなる番組[1]。当時田原と一緒にジャニーズ事務所に所属していた松原秀樹もパートナーとしてレギュラー出演[1]。
- 角川書店グループの一社提供。
- 主なコーナー
  - 『トシちゃんのな～んでもチャレンジ』- 田原にやって欲しいチャレンジをリスナーから募集、それに応えていた[1]。
  - 『トシちゃんのシラケコント』- コントなどの笑いネタを募集していたが、「つまらなければつまらないほど読まれる可能性が高い」というコーナー[1]。
  - 『トシちゃん直撃電話インタビュー』- このコーナーに応募して来たはがきをスタジオの中でまとめて投げ飛ばし、その中で一番遠くに飛んだはがきの送り主に電話をつなげてスタジオから“直撃インタビュー”やトークを行っていた[1]。

### 水曜「桑田佳祐のゼロックス・ポッピン・ポップス」
- 桑田佳祐による、世界のポップス界のニュース・情報などの話題、新曲の話題と解説などを中心とした番組[1]。かける曲はリスナーからのリクエスト中心に構成されていた[1]。
- 桑田はこの番組内では「スケちゃん」と呼ばれていた[1]。そしてフリートークやはがき紹介、曲の紹介の時に時折ものまね（森山周一郎、春風亭小朝、山下達郎、小森和子、ふとがね金太、ウルフマン・ジャックなど）を入れていた[1]。
- ゼロックスの一社提供。
- 主なコーナー
  - 『ワンページギャル』- 当時の大学生の生活などを紹介。当時発刊されていた雑誌『大学マガジン』からクローズアップした1ページの内容をニュースキャスター風に伝えていた。大学マガジン発のグループ「大マガチェリーズ」の女性4人が隔週で2人ずつ出演[1]。

### 木曜「真子と裕のハッスルペアマッチ」
- パーソナリティは石野真子と水島裕。本番組スタート直前の1980年9月まで放送されていた『真子と裕のスマッシュルンルン』（日曜日 17:00 - 17:30）を時間移動してリニューアルした形の番組である[1]。
- 西武クレジットの一社提供。
- 「LOVE」が本番組のテーマであり、「恋の話」を基調としたコーナーが並んでいた[1]。はがきや手紙を読まれたリスナーへのノベルティグッズとして、番組オリジナルの小銭入れ、定期入れ、枕カバーなどが用意されていた[1]。
- 主なコーナー
  - 『ショッキングレター』- リスナーからの自分と彼（彼女）、または学校で家で、友達同士の間など色々な場所で起こったショッキングで面白いことなどのエピソードを綴ったはがきを紹介。はがきを読まれたら番組特製小銭入れなどのノベルティ、その中で面白かったはがきの送り主には賞金5000円が贈られていた[1][2]。
  - 『ペア・リクエスト』- リスナーからの「恋人との思い出の曲」のリクエストを紹介[1]。
  - 『拝啓真子ちゃん裕クン』- 恋人のいない男性リスナーは石野を、女性リスナーは水島を恋人に見立て、その思いの丈をはがきや手紙に綴って送るコーナー[1]。
  - 『まんまるポンポン劇場』- 二人が人間から動物まで、様々な役を演じるショートドラマコーナー。SF、ラブストーリー、青春学園もの、サスペンス、ハードボイルド、西部劇、時代劇などジャンルは問わずリスナーから寄せられたストーリーを脚色、歌謡曲、ニューミュージック、ポップスなどの音楽をBGMに組み込んで仕上げられた。コーナータイトルの「まんまる」は石野を、「ポンポン」は水島を表現した言葉[1][3]。
  - 『マイポエム』- リスナーから送られて来た詩をBGMに乗せて朗読[1]。
- 番組本として『恋のマリオネット』（石野真子、水島裕 著 ワニブックス 1981年2月・刊）が出版されている。

### 金曜「郁恵と明のはなきんパーティー」
- パーソナリティの榊原郁恵と神谷明[注釈 2]からは、本番組の前々年度、1978年に『榊原郁恵と神谷明の娘ざかり青春ベストテン』（1978年10月 - 1979年3月、毎週木曜日20:00 - 21:00）以来となるコンビを組んでの出演。
- 他の曜日は収録だったが、この番組だけ生放送だった[1]。
- 面白かったはがきを送ったリスナーには、二人の刺繡入り「はなきん枕カバー」が贈られた[1]。
- スポンサーはヘラルド、東宝。
- 主なコーナー
  - 『午後7時現在の全国の天気』- 生放送である特性を生かした、当日の全国の天気を伝える本番組冒頭のコーナー[1]。
  - 『ギネスコーナー』- 1980年3月まで放送されていた『神谷明のオールナイトニッポン』の中のコーナー『あなたもスーパーマン 明のギネスブック』の「なんでもいいからギネスブックに挑戦しよう」といったノウハウを継承したコーナー[1]。二人とは別にスタジオ内に控える高校生の男女が「マッチ棒の井桁積み」（「井」の字の形のまま上に積んでいく）、「1円玉積み」など様々な競技にチャレンジ、生放送の1時間以内により高く積んでいた方の勝ち。リスナーからもやって欲しい競技のリクエストを募集していた[1]。
  - 『今週の天国さん地獄さん』- リスナーからの天国のような嬉しい・楽しい体験談、地獄のようなひどい体験談を紹介[1]。
  - 『ミスターはなきんマン』- 面白そうな情報・話題・イベントを求めて外へ飛び出し、現地で得たことをレポート。「はなきんマン」を務めていたのはくず哲也[1]。

## ネット局
- STVラジオ：火〜金 20:00 - 21:00 （月曜は別番組を放送）
- 山梨放送：月〜金 20:00 - 21:00
- 北日本放送：火〜金 20:00 - 21:00 （月曜は別番組を放送）
- 山口放送：火〜金 20:00 - 21:00 （月曜は別番組を放送）
- 西日本放送：月〜金 20:00 - 21:00
- 毎日放送：土曜日 20:00 - 21:00 （『田原俊彦 8時のでいと』だけ放送）